# Campodorus contiguus
Campodorus contiguus là một loài tò vò trong họ Ichneumonidae.